# Ketil Urne
Ketil Urne (ca. 1200) er navnet på det ældste kendte medlem af slægten Urne, der oprindelig kom fra Sønderjylland (det senere Hertugdømmet Slesvig). 
Navnet kendes fra en runesten, Bjolderupstenen, med indskriften "ketil urnæ ligir hir" (Ketil Urne ligger her). Stenen kan ud fra runerne dateres til ca. år 1200.
Runestenen er med et indhugget kors, der tillige er et træ med tre rødder (et såkaldt livtræskors). Den blev i 1717 flyttet fra et ukendt oprindeligt sted til Bjolderup Kirke, hvor den var placeret som en trædesten ved indgangen til 1841, da den blev solgt til museet for oldtidshistorie i Kiel hvorfra den senere kom til museet på Gottorp Slot. Stenen kom i 1987 tilbage til Bjolderup Kirke i forbindelse med Gottorp-museets 150 års jubilæum. 
Et IC3-togsæt er opkaldt efter Ketil Urne.